# Pupek

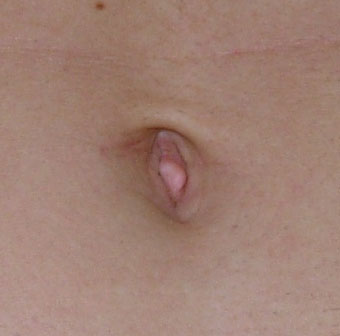
Lidský pupek

Pupík (odborně jizva pupeční či latinsky umbilicus) je jizva na břiše savců, kde před narozením vyrůstala pupeční šňůra. Zajímavostí je, že se určitá obdoba pupku vyskytuje i u vejcorodých savců, jako je ptakopysk – ten je totiž v příslušných místech ve vejci připojen k žloutkovému vaku. Během zárodečného vývoje skrz oblast pupku procházely důležité pupečníkové cévy, které umožňovaly zásobovat plod kyslíkem, živinami a odstraňovat odpadní látky.

## Pupík u rostlin
Pupík se u rostlin nachází na jednom z pólů vajíčka (ovum). Je pozůstatkem cévního svazku (chalázy) vaječného poutka.

## Lidský pupík

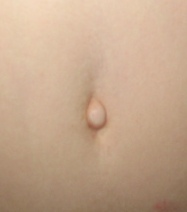
Vystouplý pupík

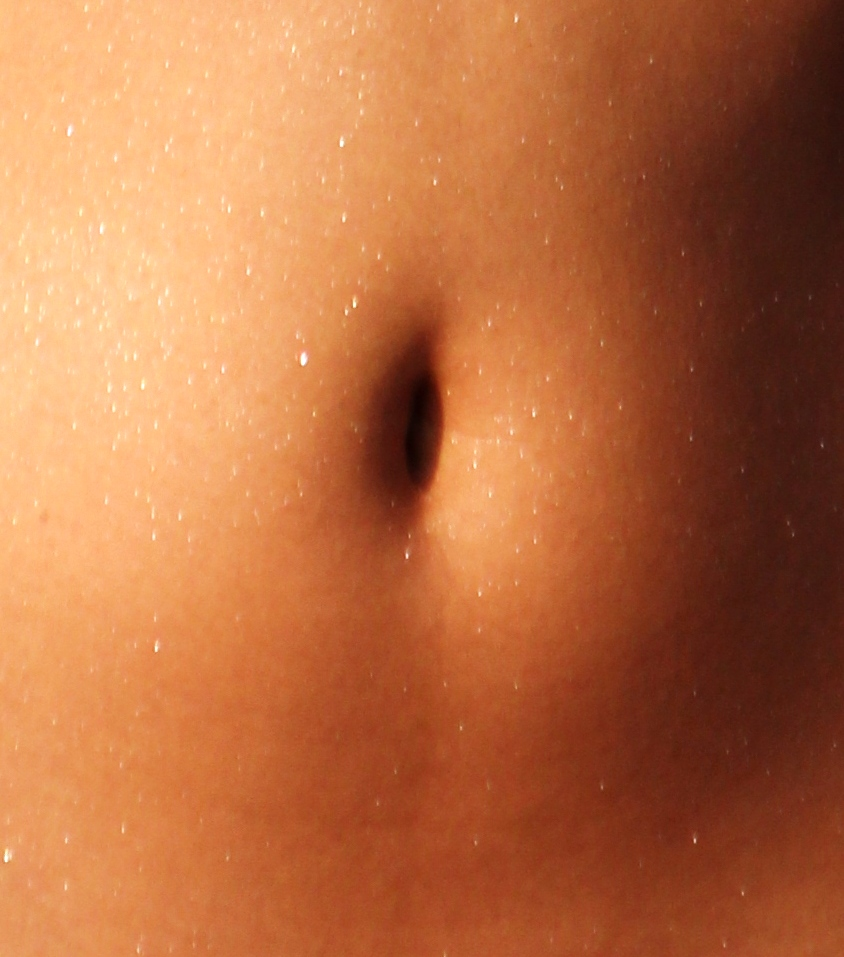
Zapadlý pupík

Lidská pupeční jizva je okrouhlý útvar o průměru asi 1 cm, nacházející se v zeslabeném místě břišní stěny. Uvnitř je vyplněna tenkou vazivovou ploténkou, na kterou se upínají zvazivovatělé zbytky po pupečníkových cévách. Kůže je v tomto místě bez podkožního tuku – proto vzniká vkleslá pupeční jamka. Na dnu jamky se nachází pupeční papila, což je hrbolek směřující ven. Oba útvary vznikají během tzv. „mumifikace“ pupečníku v období těsně po narození. V oblasti pupku často dochází ke vzniku tzv. pupeční kýly (hernia umbilicalis), při níž se protrhne pupeční jizva a do podkoží proniká výchlipka pobřišnice spolu se střevní kličkou nebo s částí tzv. velké předstěry.
Základně se pupík dělí na dva druhy:
- zapadlý – nejčastější, má ho přibližně 90 % lidí
- vystouplý – méně obvyklý, vystupuje, má ho přibližně 10 % lidí

Pupek má celou řadu symbolických a kulturně-náboženských významů. Je to místo protkané poměrně vysokým množstvím nervových zakončení, a proto někdy považované za erotogenní zónu. Pupek je důležité místo pro východní medicínu: podle ájurvédy se v této oblasti nachází 72 000 nádí, energetických kanálů. V západní teologii se zase diskutovalo, zda měli bibličtí Adam a Eva pupek či nikoliv. Dnes je odhalený ženský pupek v západní kultuře chápán do jisté míry jako smyslný a v nedávné době byl dokonce občas předmětem filmové cenzury.

## Piercing
V okolí pupíku se často umisťuje piercing, může být udělán kdekoliv kolem okraje pupíku, kde je dostatek volné kůže, ovšem některá místa se hojí rychleji. Nejčastěji je šperk aplikován v horní části pupíku.
Piercing uprostřed v dolní části, v tzv. obráceném pupíku (inverse navel) je vhodný pro velkou většinu lidí, avšak s výjimkou, pokud se tělo ohýbá přímo v pupíku nebo v jeho blízkosti. Tehdy nelze používat jako šperk kroužek, neboť by při ohýbání vznikal tlak na šperk.